# Łopiennik (wieś)
Łopiennik – wieś w Polsce położona w województwie lubelskim w powiecie lubelskim w gminie Borzechów.
| SIMC    | Nazwa             | Rodzaj    |
| ------- | ----------------- | --------- |
| 0379330 | Łopiennik-Kolonia | część wsi |

Wieś szlachecka położona była w drugiej połowie XVI wieku w powiecie lubelskim województwa lubelskiego.
W latach 1954–1968 wieś należała i była siedzibą władz gromady Łopiennik, po jej zniesieniu w gromadzie Ratoszyn. W latach 1975–1998 miejscowość administracyjnie należała do ówczesnego województwa lubelskiego.
Wieś stanowi sołectwo gminy Borzechów. Według Narodowego Spisu Powszechnego z roku 2011 wieś liczyła 302 mieszkańców.